# Floda församling, Västerås stift
Floda församling är en församling i Falu-Nedansiljans kontrakt i Västerås stift. Församlingen ligger i Gagnefs kommun i Dalarnas län och ingår i Gagnefs pastorat.

## Administrativ historik
Floda församling har medeltida ursprung och var till 1612 i pastorat med Nås församling som moderförsamling. Från 1612 till 1999 utgjorde församlingen ett eget pastorat för att därefter ingå i pastorat med Gagnefs församling som moderförsamling.

## Kyrkor
- Floda kyrka
- Björbo lillkyrka